# Секст Аврелій Віктор
Секст Аврелій Віктор (лат. Sextus Aurelius Victor) — римський історик 4 століття.

## Життєпис
Про батьків та молоді роки нічого невідомо. Належав до поганської партії в політичній системі імперії. Імператор Юліан призначив його у 361 році консуляром провінції Паннонія Секунда. У 389 році нетривалий час був міським префектом Риму.

## Творчість
Праця Сикста Аврелія Віктора «Про цезарів» (лат. De Caesaribus) містить біографії імператорів від Августа до Констанція II включно (361), а також короткі характеристики в стилі стоїчної моралі.

## Праці
Чотири невеликі історичні праці, які відносять до нього за дещо сумнівними підставами:
1. Origo Gentis Romanae
2. De Viris Illustribus Romae
3. De Caesaribus (для яких Аврелій Віктор використовував Enmannsche Kaisergeschichte)
4. Epitome de Caesaribus (хибно приписувані Віктору)

Чотири праці взагалі були опубліковані під назвою «Historia Romana». Друга з них була надрукувана у Неаполі близько 1472 р. в чотирьох томах під назвою «Pliny the Younger», та четверта у Страсбургу в 1505 р.
Перше видання усіх чотирьох книг було здійснене у видавництві Андреаса Щоттуса (8 томов, Антверпен, 1579). Найновіше видання «De Caesaribus» є виданням П'єрра Дуфрейна (Колекція Budé, 1975 р.).